# 渡辺靖彰
渡辺 靖彰（わたなべ せいしょう、1937年 - 2002年11月11日）は、日本の編集者、モータージャーナリスト。

## 人物
元モーターマガジン社の編集者のちに編集長。モータージャーナリストとしてモーターマガジン社提供の民放深夜ラジオ番組「ザ・モーターウィークリー」では本人出演だけでなく、匿名で「カタカタ先生」のエッセイ的発言もあります。NHK第一の番組でモータージャーナリストとして大晦日特番に出演した時は「若い男女が一晩中出かけられる」ような発言をしてました。